# Ganomymar dessarti
Ganomymar dessarti is een vliesvleugelig insect uit de familie Mymaridae. De wetenschappelijke naam werd voor het eerst geldig gepubliceerd in 1972 door De Santis.